# 浏阳站
浏阳站是中华人民共和国湖南省的一个已经废止的铁路车站。该车站于1966年随着醴瀏铁路的通车而投入使用，站址在湖南省浏阳市淮川街道西湖山路70号沿线。离源门铺站71公里，离铁路北端终点站永和站37公里，隶属醴浏地方铁路处管辖。现今，浏阳站已停运，浏阳站的原业务范围包括客运：办理营业，货运：办理整车货物发到。

## 历史
1965年12月1日，醴浏铁路动工。醴浏铁路至浏阳站随即于1966年5月1日试通车。同年7月1日，醴陵至浏阳永和全线试通车，浏阳站启用。2003年3月19日，醴浏铁路正式全线停运。同年7月7日，由醴浏铁路申请，湖南省政府批准停运拆轨。10月13日，铁路部门分别从永和站和枫林站同时进行分头拆轨。2004年，经湖南省政府批准同意，醴浏铁路全线拆除，醴浏铁路公司关闭破产，浏阳站就此废弃并拆除，仅保留一座站房。

## 现状
- 2016年7月22日，由浏阳市文化产业园管委会等部门打造的老火车站记忆馆、“智慧浏阳河”文化沙龙基地等在此揭牌。[4]
- 2016年7月25日曾在车站候车室举办了“一张旧车票，订制老时光”主题活动。[5]
- 2020年9月1日浏阳市以“浏阳铁路火车站”的名义向社会公示作为第一批浏阳市历史建筑推荐。[6]2021年4月28日正式挂牌为浏阳市首批历史建筑。[7]